# Antonio Raymondi (provincie)
| Antonio Raymondi                                       | Antonio Raymondi  |
| ------------------------------------------------------ | ----------------- |
| Rontoy                                                 |                   |
| Harta localizării provinciei în cadrul regiunii Ancash |                   |
| Informații generale                                    |                   |
| Țară                                                   | Peru              |
| Regiune                                                | Ancash            |
| Fondare                                                | 26 octombrie 1964 |
| - Capitală                                             | Llamellín         |
| - Suprafață totală                                     | 562 km2           |
| - Districte                                            | 6                 |
| Populație                                              |                   |
| An recensământ                                         | 2005              |
| - Totală                                               | 17 595            |
| - Densitate                                            | 31,31/km2         |
| Fus orar                                               | UTC-5             |
| Modifică text                                          |                   |

Antonio Raymondi este una dintre cele douăzeci de provincii din regiunea Ancash din Peru. Capitala este orașul Llamellín. Se învecinează cu provinciile Huánuco, Huari și Carlos Fermín Fitzcarrald.

## Istoric
Provincia a fost creată conform legii #15187 pe data de 26 octombrie 1964.

## Diviziune teritorială
Provincia este divizată în 6 districte (spaniolă: distritos, singular: distrito):
- Llamellín
- Aczo
- Chaccho
- Chingas
- Mirgas
- San Juan de Rontoy

## Grupuri etnice
Provincia este locuită de către urmași ai populațiilor quechua. Quechua este limba care a fost învățată de către majoritatea populației (procent de 76,21%) în copilărie, iar 23,32% dintre locuitori au vorbit pentru prima dată spaniolă.